# Miss Atlántico Internacional 2013
Miss Atlántico Internacional 2013 fue la 19.ª edición del concurso Miss Atlántico Internacional, realizado en Punta del Este, Uruguay el 2 de febrero de 2013; donde Catherine De Zorzi, Miss Atlántico Internacional 2012 de Venezuela coronó al final del evento a Lorena Romaso de Uruguay como su sucesora.

## Resultados
| Posiciones                        | Delegada                           |
| --------------------------------- | ---------------------------------- |
| Miss Atlántico Internacional 2013 | - Uruguay - Lorena Romaso          |
| Primera finalista                 | - Brasil - Luiza Chagas dos Santos |
| Segunda finalista                 | - Venezuela - Georgina Bachour     |

### Premiaciones
| Resultado Final         | Candidata                                |
| ----------------------- | ---------------------------------------- |
| Mejor Traje Nacional    | - Brasil - Luiza Chagas dos Santos       |
| Mejor Traje de Fantasia | - Venezuela - Georgina Bachour           |
| Miss Simpatía           | - República Dominicana - Johanna Astwood |
| Miss Fotogénica         | - Panamá - Karen Peters                  |
| Miss Internet           | - Uruguay - Lorena Romaso                |

## Candidatas
| País/Territorio      | Candidata                        | Edad | Estatura (m) |
| -------------------- | -------------------------------- | ---- | ------------ |
| Argentina            | Carolina Gómez Mónaco            | 22   | 1.76         |
| Bolivia              | Silvana Gentili Suárez           | 25   | 1.74         |
| Brasil               | Luiza Chagas dos Santos          | 21   | 1.78         |
| Chile                | Alejandra Isabel Mancilla Cortés | 23   | 1.78         |
| Ecuador              | Zayonara Fernández               | 18   | 1.74         |
| España               | Yuna Dulamsuren                  | 22   | 1.80         |
| Panamá               | Karen Naomi Fernández Peters     | 20   | 1.76         |
| Paraguay             | Blanca Amarilla                  | 21   | 1.77         |
| Perú                 | Fiorella Valderrama Ciezo        | 22   | 1.70         |
| República Dominicana | Johanna Piedad Astwood de Lima   | 23   | 1.75         |
| Uruguay              | Lorena Romaso Viera              | 21   | 1.78         |
| Venezuela            | Georgina Marieth Bachour Lozada  | 18   | 1.79         |

## Calendario de eventos
El siguiente es el calendario con las actividades de las candidatas a la corona de Miss Atlántico Internacional 2013:
- 22 al 24 de enero de 2013: Arribo de las participantes a la sede del concurso.
- 24 de enero de 2013: Presentación oficial de las participantes.
- 24 de enero de 2013: Sesión fotográfica oficial y grabación en exteriores.
- 25 de enero de 2013: Visita al Ministerio de Turismo y Deporte del Uruguay.
- 26 de enero de 2013: Visita a Termas del Arapey, Departamento de Salto.
- 26 de enero de 2013: Participación en el Desfile Inaugural de Carnaval de la ciudad de Salto.
- 27 de enero de 2013: Gala de Presentación y Elección de la «Embajadora Internacional Arapey Thermal Resort & Spa 2013».
- 29 de enero de 2013: Visita a la Intendencia de Salto.
- 29 de enero de 2013: Visita a la ciudad de Mercedes, Departamento de Soriano.
- 29 de enero de 2013: Visita a la Intendencia de Soriano.
- 29 de enero de 2013: Gala de Presentación y elección de la «Embajadora Internacional Gran Hotel Brisas del Hum 2013».
- 30 de enero de 2013: Visita a la ciudad de Trinidad, Departamento de Flores.
- 30 de enero de 2013: Visita a la Intendencia de Trinidad, Departamento de Flores.
- 30 de enero de 2013: Visita hacia la ciudad de La Paloma; Departamento de Rocha.
- 31 de enero de 2013: Entrevista con el jurado.
- 1 de febrero de 2013: Ensayo general.
- 2 de febrero de 2013: Elección y coronación de Miss Atlántico Internacional 2013.

## Crossovers
Concursantes que compitieron con anterioridad en otros concursos de belleza:
- Miss Global International 2009
  -  República Dominicana - Johanna Astwood

- Miss Beauty of the World 2009
  -  Bolivia - Silvana Gentili

- Elite Model Look Uruguay 2012

- Uruguay  Lorena Romaso